# 吳之振

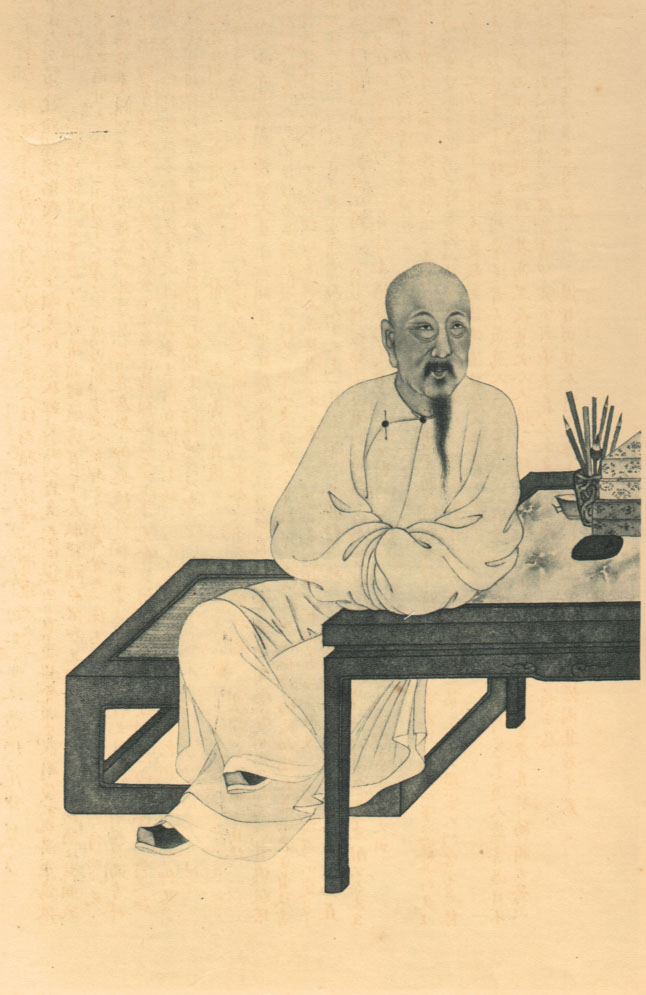
《清代學者像傳》第一集之吳之振像

吴之振（1640年—1717年），字孟举，号橙斋，别号竹洲居士，晚號黄叶村农，浙江石门（今崇福镇）人。

## 生平
生于崇祯十三年（1640年），家甚富有，顺治九年（1652年）應童子試，康熙二年（1663年）曾与吴自牧、吕留良编选《宋诗钞》，又選《八家诗》。康熙十年（1671年）補贡生。官至中书科中书。工於詩，《清史列传》評：“康熙初年，山林诗，之振最有名。”。卒于康熙五十六年（1717年）葬於洲泉镇西学字圩。著有《黄叶村庄诗集》八卷、《種菜詩唱和詩冊》、《德音堂琴譜》。